# Pi-dagen

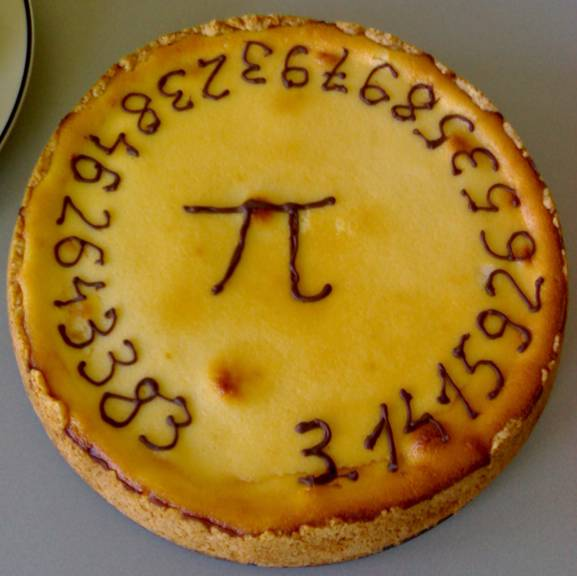
En "Pi Pie", fritt översatt "Pi-paj" på svenska.

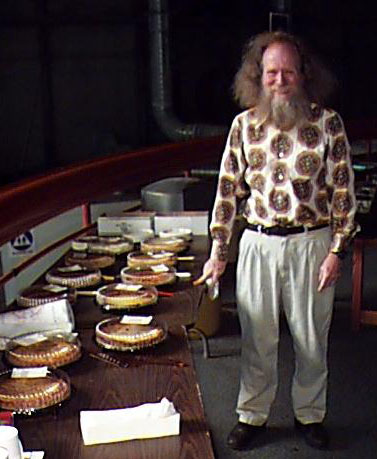
Larry Shaw, pi-dagens skapare

Pi-dagen är en temadag tillägnad talet den matematiska konstanten π (pi) (≈ 3,141592653589793…). Denna dag är även känd som Matematikens dag. Den infaller den 14 mars varje år, eftersom datumet skrivs 3/14 med amerikanskt datumformat, och 3, 1 och 4 är de första värdesiffrorna av pi.
UNESCO utropade under hösten 2019 14 mars till Internationella matematikdagen. Sedan tidigare har denna dag i många länder blivit en dag då matematik uppmärksammas på olika sätt av skolor, kommuner, organisationer och företag. Ett exempel är Google.
Pi-approximationsdagen firas i vissa kretsar 22 juli eftersom 22/7 är en approximation av pi, något bättre än 3,14.

## Historia
Dagen firades för första gången 1988 på museet Exploratorium i San Francisco.
Denna dag firas, bland annat på museet ifråga, med pajer och pizzor tack vare att dessa innehåller pi (på engelska låter pi likadant som ordet för paj) och för att båda dessa maträtter är cirkelformade. Det beror även på att pi representerar förhållandet mellan en cirkels omkrets och diameter.
USA:s representanthus har 12 mars 2009 beslutat att Pi-dagen skall vara nationell minnesdag.
Pi-sekunden inföll 2015 då vetenskapsbitna klockan 09:26:53 kunde notera de 10 första siffrorna för pi i tidformatet 3/14/15 9:26:53.

## Pi-dagen i Sverige
Firandet av Pi-dagen har varit mindre aktivt i Sverige än i dess ursprungsland, men började under 2010-talet få fäste även där. Nationalkommittén för matematik, en underavdelning till Kungliga Vetenskapsakademin, beslöt vid sitt möte i mars 2013 att driva utvecklingen av Pi-dagen mot en nationell Matematikens dag. Syftet är att skapa en dag då matematiken och dess betydelse – både inom forskningen och i samhället i stort – synliggörs i många olika former och sammanhang. Även Sveriges matematiklärarförening arbetar för att stötta lärare, skolor, kommuner och andra organisationer och ge bakgrund, idéer och inspiration till firandet av dagen.